# Cutremurul din 1802 (România)
Cutremurul din 1802 a fost un cutremur puternic care s-a produs pe data de 26 octombrie (14 octombrie pe stil vechi) 1802 în zona Vrancea. Este cel mai puternic seism vrâncean, având între 7,9-8,2 grade pe scara Richter. Unda sa de șoc s-a simțit și în Moscova, Sankt Petersburg, Insula Creta și Marea Egee. Cutremurul a ținut 2 minute și 30 de secunde. În București, multe clădiri au căzut. Turnul Colței s-a prăbușit parțial, cauzând moartea unui negustor ambulant. Este cel mai puternic cutremur consemnat vreodată în România și unul dintre cele mai puternice din istoria europeană.
În București, cutremurul a avut o intensitate estimată de VIII–IX pe scara Mercalli. A răsturnat turle și a cauzat prăbușirea mănăstirii Cotroceni. În Bulgaria, orașele Ruse, Varna și Vidin au fost aproape complet distruse. Forța cutremurului a crăpat ziduri până în nordul îndepărtat, în Moscova.
Cutremurul principal a fost urmat de o serie de replici, cea mai mare având o magnitudine de 5.5.

## Mărturii

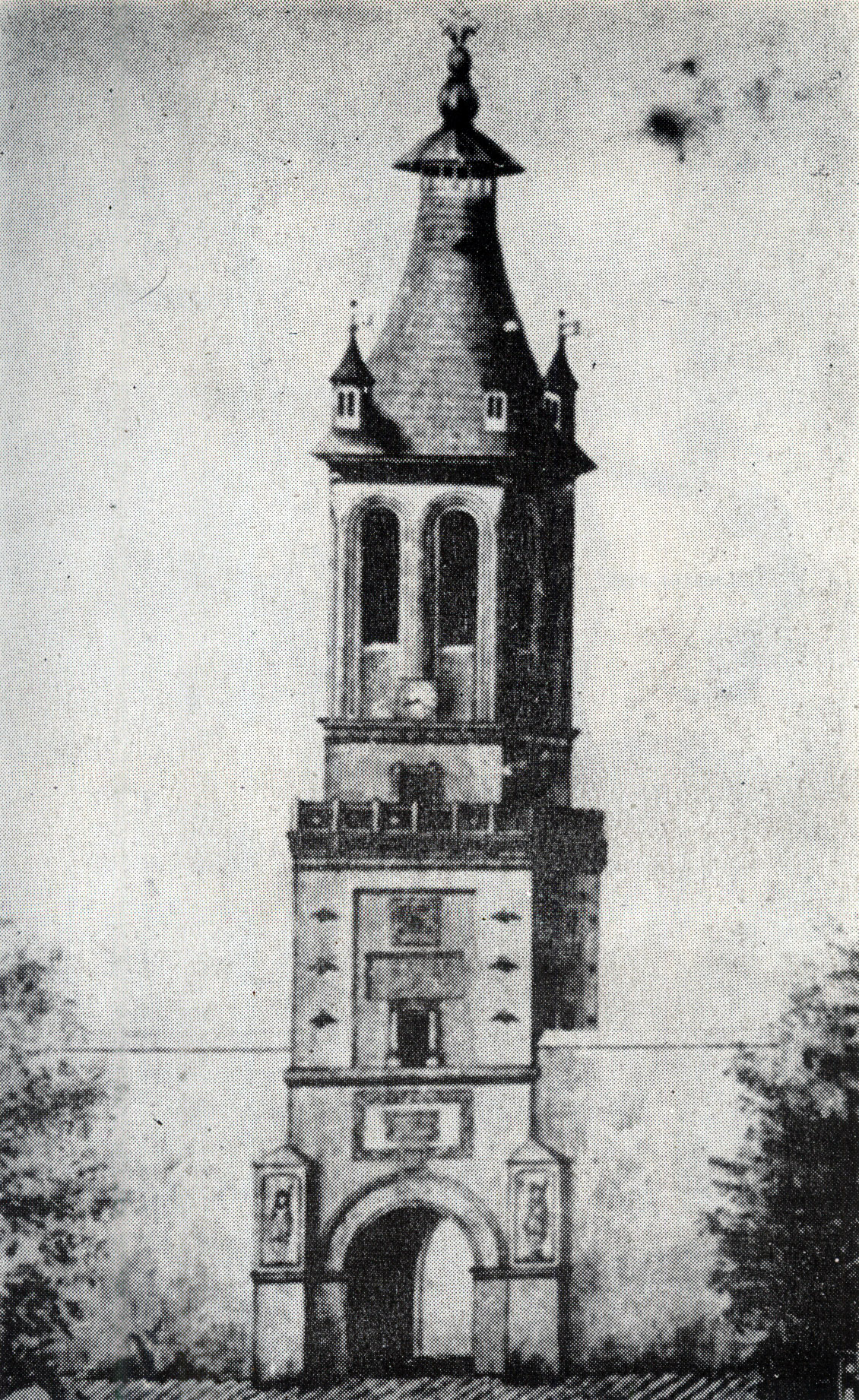
Turnul Colțea înainte de cutremur

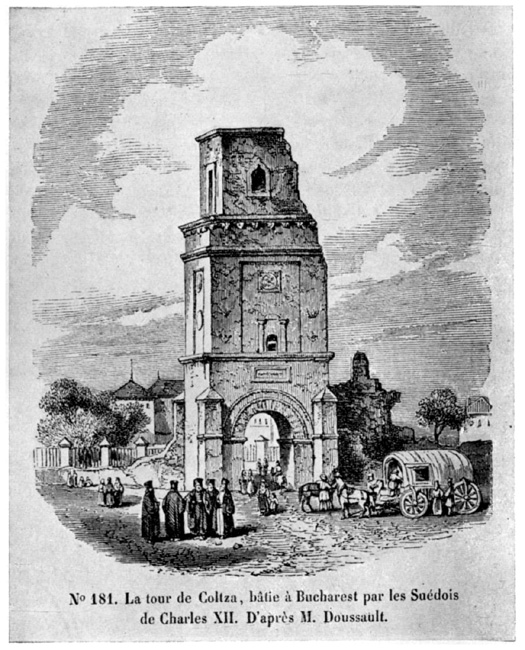
Turnul Colțea după cutremur

Aici este mărturia caligrafului Dionisie Eclesiarhul:
„S-au cutremurat pământul foarte tare, de au căzut toate turlele bisericilor din București și clopotnița cea vestită, care era podoaba orașului, cu ceasornic au căzut și s-au sfărâmat, și era atunci mare frică.”
Prin "clopotnița cea vestită", caligraful se referă la Turnul Colțea.
Altă mărturie:
„În zioa de Vinerea Mare, la leat 1802, octomvrie 14, la 7 ceasuri de zi, s-au cutremurat pământul foarte tare. Aici în București s-au ruptu și turnul cel înalt Colțea, care era podoaba orașului, iar din casele boerești și din cele de obște prea puține au scăpat zdravene. În multe locuri s-au desfăcut pământul, eșind nisip și apă. Și a doa zi, iarăș s-au cutremurat, dar nu așa tari, la 3 ciasuri den zi.”

## Distrugeri
La ora 1:30, cutremurul s-a simțit în Kiev. În total, au fost 6 replici puternice, ce au durat cumulat aproximativ 3 minute (aceeași durată cu seismul principal). Replicile au fost așa de puternice, încât, în Kiev de exemplu, foarte multe case și biserici au suferit avarii mai mult sau mai puțin grave, iar clopotele au sunat.
Într-o scrisoare a academicianul Anatolie Drumea de la Chișinău, se menționează faptul că o bonă, pe data de 26 octombrie 1802, plimba un băiețel într-un cărucior, în curtea Bibliotecii Universității „M. V. Lomonosov“ din Moscova. La ora 1:53, "au început să cadă statuile", iar băncile de piatră s-au răsturnat.Băiețelul, era viitorul poet rus Aleksandr Pușkin. De asemenea, cutremurul a fost resimțit puternic și în Sankt Petersburg. În Constantinopol s-a simțit o serie de cutremure foarte violente, încât se credea că orașul va fi distrus complet.
În satul Feldioara, o coloană de apă a țâșnit dintr-o crăpătură produsă de cutremur, aruncând apă în aer, la o înălțime de câțiva metri.
În București , seismul s-a simțit la ora 12:55. Multe clădiri au fost avariate sau distruse, printre care Biserica Sf. Nicolae, Turnul Colței și Mănăstirea Cotroceni. Biserica Elefterie a rămas fără două turle, reconstruite abia în anul 1867. Au izbucnit multe incendii, probabil din cauza răsturnării sobelor. Pământul s-a despicat în unele locuri, apă verde cu miros de sulf țâșnind afară. Cea mai puternică replică a avut loc la ora 5, dar nu a făcut victime. În total, cutremurul a făcut doar 4 victime: negustorul ambulant ucis de Turnul Colței, o femeie de origine iudaică, copilul său și o altă victimă.

## Refacerea orașului București
După seism, Domnul Constantin Ipsilanti a ordonat refacerea lui imediată, din temelii. Și pentru că primii care au încercat să profite de pe urma dezastrului au fost zidarii și lemnarii, Ipsilanti a dispus prețuri maximale pe care aceștia le puteau practica. Bucureștiul a fost refăcut, astfel, în câțiva ani. Unele clădiri au fost consolidate atât de bine încât au rezistat și altor cutremure puternice.
Câteva cartiere au devenit, după refacere, chiar mai civilizate ca înainte. În anii următori au mai fost însemnate câteva cutremure, însă care i-au speriat mai mult pe bucureșteni decât au produs daune. Printre ele se numără cel din 15 iunie 1803, când a fost afectată instalația de apă a bucureștenilor, astfel că foarte multe cișmele nu au mai putut fi folosite. Alte trei seisme mai importante au avut loc în anii 1804 și 1812 (cel mai puternic în 1812, cu o magnitudine de 6,5 Mw).

## Vezi și
- Listă de cutremure în România
- Seismicitatea României